# Аксолотъл
Аксолотълът (на латински: Ambystoma mexicanum; на науатъл: āxōlōtl, на испански: ajolote; на английски: axolotl), също мексиканска амбистома, е вид воден саламандър. Неговият интересен външен вид се дължи на факта, че не извършва метаморфоза, а остава във водната си ларвовидна форма, дори в полово зряла възраст. Неговото развитие е добър пример за неотения.
Напълно израсналият аксолотъл, на възраст 18 – 24 месеца, е с дължина 15 – 45 cm, но обикновено не достига 30 cm. Характерни са непокритите им папратообразни хриле. Аксолотлите дишат през кожата, но притежават и бели дробове. Тях използват, когато излязат на повърхността, вземат въздух и остават да плават, както другите земноводни. По цвят варират от чисто бели до черни, като се срещат и сиви, и кафяви. Аксолотлите са месоядни и ловят малки плячки, като насекоми и дребни рибки, които гълтат цели. Въпреки че се случва рядко, аксолотлите могат да претърпят метаморфоза и в тази си форма приличат на Ambystoma mavortium, сродник на тигровия саламандър.
Аксолотлите обитават езерата Шочимилко и Чалко в централно Мексико, както и вулканични кратери, пълни с вода. Дивата популация е застрашена поради разрастването на Мексико Сити; видът е в списъка CITES.
Дивите аксолотли рядко са бели. Мутантът албинос, често срещан в лаборатории и зоомагазини, е създаден в американска лаборатория през 1950-те. Аксолотлите се развъждат и използват в големи количества за научни цели.

## Природозащитен статут
- Червен списък на световнозастрашените видове (IUCN Red list) – Критично застрашен (Critically Endangered CR)[3]

## Любопитно
Името им идва от нахуатъл (един от езиците на ацтеките), и означава водно чудовище (от думите atl, „вода“, и xolotl, „чудовище“).
Аржентинският писател Хулио Кортасар има разказ на име „Axolotl“, в който главният герой се превръща именно в аксолотъл.